# Neuwöhr
Neuwöhr ist ein Gemeindeteil des Marktes Neubeuern im oberbayerischen Landkreis Rosenheim. Der Ort liegt nördlich des Kernortes Neubeuern.
Östlich fließt der Birbetgraben und verläuft die Staatsstraße 2359, westlich fließen der Sailerbach und der Inn. Die A 8 verläuft nördlich.

## Sehenswürdigkeiten

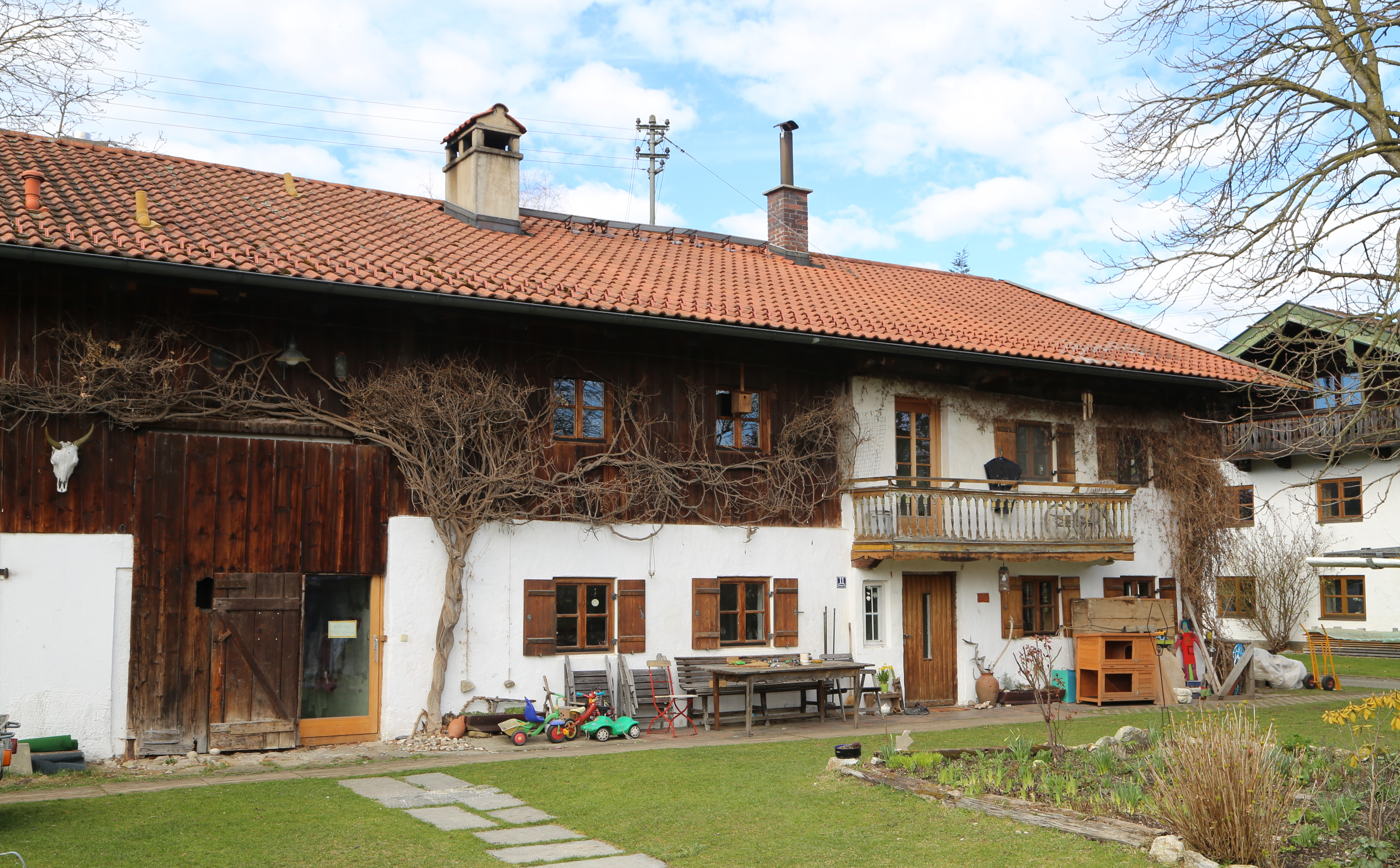
Ehemaliges Bauernhaus Thansauer Straße 11 (März 2020)

In der Liste der Baudenkmäler in Neubeuern sind für Neuwöhr zwei Baudenkmale aufgeführt:
- Die aus dem 18. Jahrhundert stammende und im Jahr 1832 erneuerte Kapelle (Nähe Thansauer Straße) ist ein Satteldachbau mit östlichem Dachreiter, der einen Spitzhelm trägt.
- Das ehemalige Bauernhaus (Thansauer Straße 11) aus der 2. Hälfte des 18. Jahrhunderts ist ein Einfirsthof. Der zweigeschossige Flachsatteldachbau ist mit einer traufseitigen Laube und einer verbretterten Hochlaube ausgestattet.